# Dedo da mão em martelo
Dedo em martelo (dedo de baseball ou mallet finger) é uma deformidade em flexão da falange distal do dedo. É causada por uma lesão do tendão do músculo extensor dos dedos: secção por ferida, secção por traumatismo fechado ou por uma fractura avulsiva da falange distal na zona de inserção tendinosa. Habitualmente, é causada por um trauma desportivo (comum em jogadores de vólei e basquetebol), mas também pode ocorrer em trauma minor.
O tratamento conservador passa por imobilização do dedo com tala de Stack. Num jovem e na existência de fractura avulsiva deve ser realizada fixação do fragmento ósseo e imobilização transitória da articulação IFD (interfalângica distal) com fio de Kirschner.